# Universitatea din Sofia
Universitatea din Sofia este cea mai veche instituție de învățământ superior din Bulgaria, fondată pe 1 octombrie 1888. Actuala clădire a universității a fost construită între anii 1924 și 1934, cu sprijinul financiar al fraților Evlogi Georgiev și Hristo Georgiev, ale căror sculpturi sunt acum prezentate pe fațada sa. Clădirea are o suprafață de 18,624 mp și un total de 324 de spații.